# Monstera integrifolia
Monstera integrifolia — вид квіткових рослин з роду Монстера родини ароїдних (Araceae).

## Розповсюдження
Його рідний ареал — від Коста-Рики до Панами.